# Schistes (oiseau)
Genre
Schistes est un genre d'oiseaux de la famille des Trochilidae.

## Liste des espèces
Selon la classification de référence du Congrès ornithologique international (12 avril 2024) (ordre phylogénique) :
- Schistes geoffroyi (Bourcier, 1843) – Colibri de Geoffroy
- Schistes albogularis Gould, 1852 – Colibri à collier blanc

## Classification
Le nom valide complet (avec auteur) de ce taxon est Schistes Gould, 1852.